# 古賀紗理那
古賀 紗理那（こが さりな、現姓：西田、1996年〈平成8年〉5月21日 - ）は、日本の元女子バレーボール選手。

## 来歴
佐賀県神埼郡吉野ヶ里町出身。6歳のときに父の転勤のため熊本県菊池郡大津町へ引越したため、プロフィールでは後者を出身地としている。小学2年生のとき、母とアタックNO.1（実写版）の影響を受けバレーボールを始めた。
小学2年生当時は地元のバレーボール教室でバレーをしていたが、強豪チームと対戦したことをきっかけに自らの意志で強豪チームへ移籍。小学5、6年生の時には全日本バレーボール小学生大会へ出場した。

### 大津町立大津中学校 時代
地元の大津町立大津中学校に進学。2011年8月、3年生の時に出場した全日本中学校バレーボール選手権大会で3位入賞し、優秀選手に選出。同年12月に開催されたJOCジュニアオリンピックカップ（全国都道府県対抗中学バレーボール大会）ではJOC・JVAカップとオリンピック有望選手に選出された。このときにはすでに古賀の名前は全国区に広がっていた。中学入学時点で166cmだった身長は卒業時点で180cmにまで成長していた。
同中学の１年後輩に赤崎暁（マラソン選手、中学までバレー部）がいる。

### 熊本信愛女学院高等学校 時代
中学時代の実績から全国の強豪校から声がかかったものの、実姉が通っていたバレーボールの強豪・熊本信愛女学院高校に進学。同学在籍時はキャプテンを務めていた。
2012年10月、高校1年生のときに第9回アジアユース選手権の代表メンバーに選出。古賀は今大会でMVPとベストスコアラーを受賞する活躍を見せ、日本チームの4連覇に大きく貢献。
2013年1月、第65回全日本バレーボール高等学校選手権大会（春の高校バレー2013）では同学ベスト4進出に大きく貢献し、優秀選手賞を受賞。
2013年4月、高校2年生のときに日本代表メンバーに初選出され、同年5月のヨーロッパ遠征に参加。
2013年6月7日、イタリア4カ国対抗国際女子バレーボール大会（ALASSIO CUP2013）において途中出場を記録し、16歳にして日本代表デビューを果たす。
2013年7月28日-8月1日に渡り福岡県久留米市で開催された平成25年度全国高等学校総合体育大会では熊本信愛女学院高等学校を準優勝に導き、ベスト6と優秀選手賞を受賞。
2013年10月5日-12日にわたってメキシコのティフアナおよびメヒカリで開催される第1回世界U23女子バレーボール選手権の代表メンバー12名にチーム最年少の17歳で選出された。古賀は今大会の全7試合中3試合にスターティングメンバーとして出場し、攻撃の中心選手としてチームを牽引。ベストアウトサイドヒッターを受賞するほどの活躍を見せ、日本チームの3位入賞に大きく貢献した。
2014年6月、東京オリンピックの強化指定選手であるTeam COREのメンバー8名に選出された。
2014年8月に開催された全国高等学校総合体育大会バレーボール競技大会（インターハイ）では決勝まで駒を進めるも、古賀と同じく東京オリンピック強化指定選手に選出された宮部藍梨（当時1年生）を擁する大阪の金蘭会高等学校に敗北する。
高校最後の大会となった全日本バレーボール高等学校選手権大会（春の高校バレー）では学校チームを優先するため日本代表合宿のオファーを断って臨んだものの、古賀とレギュラーメンバーを含む部員4名がインフルエンザに罹患し、出場不可となるアクシデントにも見舞われ、エースの白井美沙紀を擁する神奈川の大和南高等学校に2回戦で敗退。高校在学中の日本一は叶わなかった。

### NECレッドロケッツ 時代
2015年1月23日、NECレッドロケッツへの入団内定が発表された。古賀は将来を有望視されていた選手であったこともあり、当時はVリーグの8チームによる争奪戦が繰り広げられた。古賀は、「NECはチームの雰囲気もよく、チームワークに優れていると感じ、自分もそのようなチームでバレーボールを楽しみたいと思いました。」とコメントした。
2015年2月15日に行われたV・プレミアリーグ2014/15 レギュラーラウンド（デンソーエアリービーズ戦）に途中出場し、アタックで1得点をあげVリーグデビューを果たした。ファイナルの久光製薬戦では途中出場ながらも13得点をあげ 、10年ぶりのリーグ制覇に貢献した 。
2015年7月3日-26日まで開催されるFIVBワールドグランプリ2015の代表メンバー25名に選出された。古賀は今大会の予選を含む14試合中10試合にスターティングメンバーとして出場。若手ながら攻撃面でチームの中核を担う活躍を見せたものの、高い中盤以降は格上相手に主導権を奪えない試合が続き、今大会の最終順位を6位で終えた。監督の眞鍋政義は、サイドの選手で一番良かったと評し、キャプテンの木村沙織は、若手の古賀と宮部藍梨がチームを引っ張ってくれたとコメントした。
2015年8月21日、8月22日-9月6日まで開催されるワールドカップ2015の出場メンバーに選出。世界三大大会デビューを果たす。古賀は今大会でベストスコアラー5位、ベストサーバー4位の好成績を記録しベストレシーバー賞（1位）を受賞するなど華々しい活躍を見せた。
2016年3月13日、2015/16Ｖ・プレミアリーグにおける最優秀新人賞を受賞。
2016年5月13日、14日から開催される2016リオデジャネイロオリンピック世界最終予選兼アジア大陸予選大会の出場メンバー14名に選出された。チームはリオネジャネイロオリンピック出場を果たした。しかし、古賀はリオデジャネイロオリンピックの日本代表最終メンバーから落選し、オリンピック出場は直前で持ち越しとなった。
2016年9月3日-11日に渡りフィリピンのビニャンで開催された2016アジアクラブ女子選手権大会にNECレッドロケッツが日本代表として出場。古賀は今大会の全7試合すべてにスターティングメンバーとして出場し、MVPを獲得するなど活躍を見せチームの優勝に大きく貢献した。
2017年3月24日、東京都内のホテルで催された2016/17 V.LEAGUE AWARDにおいて今シーズンの個人賞が発表され、最高殊勲選手賞（初受賞）とベスト6に輝いた。
2017年5月9-14日に渡りグリーンアリーナ神戸で開催されたFIVB世界クラブ女子選手権2017神戸大会 サロンパスカップにNECレッドロケッツが日本代表として出場。
2021年2月21日、2020-21 V.LEAGUE DIVISION1 WOMENの個人賞が発表され、ベスト6に選出。今季は総得点、サーブレシーブ成功率でチームトップの成績を残し、昨季8位に沈んだNECレッドロケッツの3位入賞の原動力と呼べる活躍を見せた。
2021年6月30日、2020年東京オリンピックの代表メンバー12名に選出された。
2021年7月25日、東京オリンピック予選ラウンドの第1戦・ケニア戦の第3セットで足をひねり負傷。オリンピックデビュー戦で負傷退場となった。予選ラウンド2日目となる27日は、松葉杖姿で会場に姿を現した。予選ラウンド4日目となる31日の試合（韓国戦）でスタメン出場で復帰。「古賀ちゃん」がTwitterのトレンド入りを果たした。
2022年、二大大会である世界選手権の1次ラウンド第3戦・中国戦の第3セットでまたも捻挫による負傷退場となった。1次ラウンドの残り2試合は欠場。2次ラウンド第1戦、8強進出に向けた大一番のベルギー戦で第1セットを失った後の第2セットから3試合ぶりの出場を果たし、流れを変えることに成功し、11得点を挙げて8強進出に向けての大きな勝利に貢献した。しかし、万全な状態には戻らず、それ以降は試合出場があまりなく、2次ラウンドのプエルトリコ戦で第3セットに出場した以外は、リリーフサーバーなどの交代出場に限られた。それでも、キャプテンとしてベンチから選手の背中を押し続け、準々決勝敗退で大会を終えた後、「チームとしてこの大会を通して成長した部分がすごく出たかなと感じます。」と収穫を強調した。
2022-23シーズン、皇后杯決勝で27得点を挙げ優勝に貢献しMVPを受賞。
2022年12月31日、ジェイテクトSTINGS所属の西田有志との結婚を報告。この結婚により国際バレーボール連盟（FIVB）への登録名は「西田紗理那（Sarina Nishida）」に変更されている。
そして、V1女子でも、チームの6シーズンぶりの優勝に貢献し、最高殊勲選手賞、サーブ賞、ベスト6を受賞した。
2023-24シーズン、天皇杯全日本バレーボール選手権大会でNECの連覇に貢献し、MVPを受賞。夫の西田有志も同大会の男子大会でMVPを受賞したため、夫婦で優勝・MVP受賞となった。V1女子でも連覇を果たし、2シーズン連続の2冠を達成。自身も前シーズンに続きMVPを受賞した。
2024年7月9日、2024年パリオリンピックを最後に現役引退することを表明した。チームは1次リーグ敗退となり、8月3日のケニア戦が最終戦となった。8月7日にVリーグ公式から引退選手として公示され、16日に引退会見が行われた。

## 人物・エピソード
- 目標としている選手は木村沙織で、アタックだけでなくレセプションなどどのプレーでも優れていることを理由に挙げている[80]。

## 所属チーム
- 大津町立大津小学校（大津Jr.）[1]
- 大津町立大津中学校[1]
- 熊本信愛女学院高等学校
- NECレッドロケッツ #2（2015-2024年）

## 球歴
高等学校大会 
- 2013年 第65回全日本高等学校選手権大会：ベスト4
- 2013年 平成25年度全国高等学校総合体育大会：2位
- 2014年 平成26年度全国高等学校総合体育大会：2位

 クラブ選手権 
- 2016年 アジアクラブ選手権大会：優勝[40]
- 2017年 FIVB世界クラブ選手権：7位[46]

 ユース / ジュニア / U-23代表 
- 2012年 第9回アジアユース選手権：優勝[81]
- 2013年 第1回世界U23選手権：3位
- 2014年 第17回アジアジュニア選手権：2位[82]

 日本代表（2013年-2024年） 
- 2015年 ワールドグランプリ：6位[28]
- 2015年 ワールドカップ：5位[83]
- 2018年 ネーションズリーグ：10位[84]
- 2018年 世界選手権：6位[85]
- 2019年 モントルーバレーマスターズ：2位[86]
- 2019年 ネーションズリーグ：9位[87]
- 2019年 ワールドカップ：5位[88]
- 2021年 ネーションズリーグ：4位[89]
- 2021年 東京オリンピック：10位[90]
- 2022年 ネーションズリーグ：7位
- 2022年 世界選手権：5位
- 2024年 ネーションズリーグ：2位
- 2024年 パリオリンピック：9位

## 受賞歴
- 2011年 JOCジュニアオリンピックカップ：JOC・JVAカップ / オリンピック有望選手
- 2012年 第9回アジアユース選手権：MVP / ベストスコアラー[9][81]
- 2013年 第65回全日本高等学校選手権大会：優秀選手賞
- 2013年 平成25年度全国高等学校総合体育大会：ベスト6 / 優秀選手賞
- 2013年 平成25年度全国高等学校総合体育大会競技大会：ベスト6 / 優秀選手
- 2013年 第1回世界U23選手権：ベストアウトサイドヒッター
- 2014年 平成26年度全国高等学校総合体育大会：ベスト6 / 優秀選手賞[91][92]
- 2016年 2015/16Vプレミアリーグ：最優秀新人賞[93]
- 2016年 アジアクラブ選手権大会：MVP[40]
- 2017年 2016/17Vプレミアリーグ：最優秀選手賞 / ベスト6
- 2021年 2020-21 V.LEAGUE DIVISION1：ベスト6[50]
- 2022年 令和4年度天皇杯・皇后杯全日本バレーボール選手権大会 MVP[62]
- 2023年 2022-23 V.LEAGUE DIVISION1 WOMEN 最高殊勲選手賞、サーブ賞、ベスト6[68]
- 2023年 令和5年度天皇杯・皇后杯全日本バレーボール選手権大会 MVP[70]
- 2024年 2023-24 V.LEAGUE DIVISION1 WOMEN 最高殊勲選手賞、ベスト6[72]
- 2024年 2024年FIVB女子ネーションズリーグ ベストアウトサイドヒッター賞

## 個人成績
V.LEAGUEの個人成績は下記の通り。
| 大会            | チーム          | 出場     | 出場        | アタック | アタック | アタック | アタック | バックアタック | バックアタック | バックアタック | バックアタック | アタック 決定本数 | ブロック | ブロック       | サーブ | サーブ         | サーブ   | サーブ | サーブ | サーブ   | サーブレシーブ | サーブレシーブ | サーブレシーブ | サーブレシーブ | 総得点      | 総得点      | 総得点   | 総得点      |
| --------------- | --------------- | -------- | ----------- | -------- | -------- | -------- | -------- | -------------- | -------------- | -------------- | -------------- | ----------------- | -------- | -------------- | ------ | -------------- | -------- | ------ | ------ | -------- | -------------- | -------------- | -------------- | -------------- | ----------- | ----------- | -------- | ----------- |
| 大会            | チーム          | 試 合 数 | セ ッ ト 数 | 打 数    | 得 点    | 失 点    | 決 定 率 | 打 数          | 得 点          | 失 点          | 決 定 率       | セ ッ ト 平 均    | 得 点    | セ ッ ト 平 均 | 打 数  | ノ 丨 タ ッ チ | エ 丨 ス | 失 点  | 効 果  | 効 果 率 | 受 数          | 成 功 ・ 優    | 成 功 ・ 良    | 成 功 率       | ア タ ッ ク | ブ ロ ッ ク | サ 丨 ブ | 得 点 合 計 |
| V1 2021-22      | NEC             | 33       | 107         | 1011     | 399      | 48       | 39.5     | 145            | 47             | 15             | 32.4           | 3.73              | 38       | 0.36           | 400    | 3              | 9        | 26     | 136    | 9.9      | 484            | 219            | 125            | 58.2           | 399         | 38          | 12       | 449         |
| V1 2020-21      | NEC             | 22       | 82          | 834      | 353      | 37       | 42.3     | 121            | 36             | 12             | 29.8           | 4.3               | 36       | 0.44           | 353    | 7              | 11       | 24     | 136    | 13       | 542            | 267            | 132            | 61.4           | 353         | 36          | 18       | 407         |
| V1 2019-20      | NEC             | 24       | 84          | 919      | 269      | 49       | 29.3     | 110            | 26             | 8              | 23.6           | 3.2               | 33       | 0.39           | 322    | 5              | 15       | 30     | 91     | 10.9     | 608            | 271            | 159            | 57.6           | 269         | 33          | 20       | 322         |
| V1 2018-19      | NEC             | 27       | 106         | 1033     | 322      | 34       | 31.2     | 105            | 23             | 6              | 21.9           | 3.04              | 30       | 0.28           | 398    | 2              | 19       | 45     | 134    | 10.9     | 608            | 248            | 154            | 53.5           | 322         | 30          | 21       | 373         |
| V1 2017-18      | NEC             | 26       | 100         | 1058     | 346      | 47       | 32.7     | 159            | 43             | 10             | 27             | 3.46              | 34       | 0.34           | 393    | 6              | 16       | 57     | 119    | 9.5      | 626            | 241            | 165            | 51.7           | 346         | 34          | 22       | 402         |
| V1 2016-17      | NEC             | 28       | 102         | 1042     | 375      | 47       | 36       | 164            | 48             | 16             | 29.3           | 3.68              | 49       | 0.48           | 349    | 5              | 11       | 42     | 88     | 10.3     | 951            | 619            | 0              | 65.1           | 375         | 49          | 16       | 440         |
| V1 2015-16      | NEC             | 26       | 104         | 932      | 340      | 42       | 36.5     | 102            | 29             | 9              | 28.4           | 3.27              | 45       | 0.43           | 369    | 3              | 7        | 39     | 135    | 11.5     | 677            | 378            | 0              | 55.8           | 340         | 45          | 10       | 395         |
| V1 2014-15      | NEC             | 10       | 22          | 139      | 49       | 3        | 35.3     | 15             | 3              | 0              | 20             | 2.23              | 7        | 0.32           | 50     | 0              | 0        | 1      | 16     | 8        | 114            | 79             | 0              | 69.3           | 49          | 7           | 0        | 56          |
| 通算：8シーズン | 通算：8シーズン | 199      | 707         | 6968     | 2453     | 307      | 35.2     | 921            | 255            | 76             | 27.7           | 3.47              | 272      | 0.38           | 2634   | 31             | 88       | 264    | 855    | 10.1     | 4610           | 2322           | 735            | 58.3           | 2453        | 272         | 119      | 2844        |

## 出演

### YouTube
- NECレッドロケッツ『古賀紗理那選手より2020-21シーズン終了の御礼』（2021年5月16日）

### 雑誌
- 株式会社アンリミテッド『Spopre「古賀紗理那×塩ノ谷早耶香 特別対談」』（2016年2月1日）
- 食品化学新聞社『スポーティーライフ2016年春号「次世代担う女子バレーボール界の新星！大注目2選手のこれまでとこれから」』（2016年4月15日）[95]

 日本文化出版『月刊バレーボール』 
- 2017年06月号『2017全日本スタート！－可能性は無限大』（2017年5月15日）
- 2018年10月号『世界バレーに懸ける注目選手』（2018年9月15日）
- 2018年11月号『エースの覚悟』（2018年10月15日）
- 2018年12月号『もうヤングエースとは言わせない』（2018年11月15日）
- 2019年05月号『令和を担う者たち』（2019年4月15日）
- 2019年06月号『女子日本代表メンバーインタビュー』（2019年5月15日）
- 2019年09月号『日本代表ワールドカップバレー2019特集 いま輝きを放つものたち』（2019年8月10日）
- 2019年10月号『女子トリプルエースの誓い 古賀紗理那×石井優希×黒後愛』（2019年9月14日）
- 2020年03月号『いざ、2020東京オリンピックへ 火の鳥NIPPON始動—』（2020年2月15日）
- 2020年04月号『女子日本代表座談会 佐藤美弥×石井優希×古賀紗理那』（2020年3月14日）
- 2021年04月号『自分がやるべきことを』（2021年3月15日）
- 2021年06月号『女子日本代表試合レポート』（2021年5月14日）
- 2021年07月号『女子日本代表語録 〜ネーションズリーグを前に〜』（2021年6月15日）

 その他 
- 春の高校バレー2013｜熊本信愛女学院（アーカイブ）
- olympics｜怯まずに打ち抜く、古賀紗理那を変えたエースの自覚（2019年1月9日）
- 月バレ.com｜Vリーガーのタテヨココネクション【NECレッドロケッツ古賀紗理那選手編】（2021年6月2日）